# Vernicia fordii
Abrasin
Espèce
Classification phylogénétique

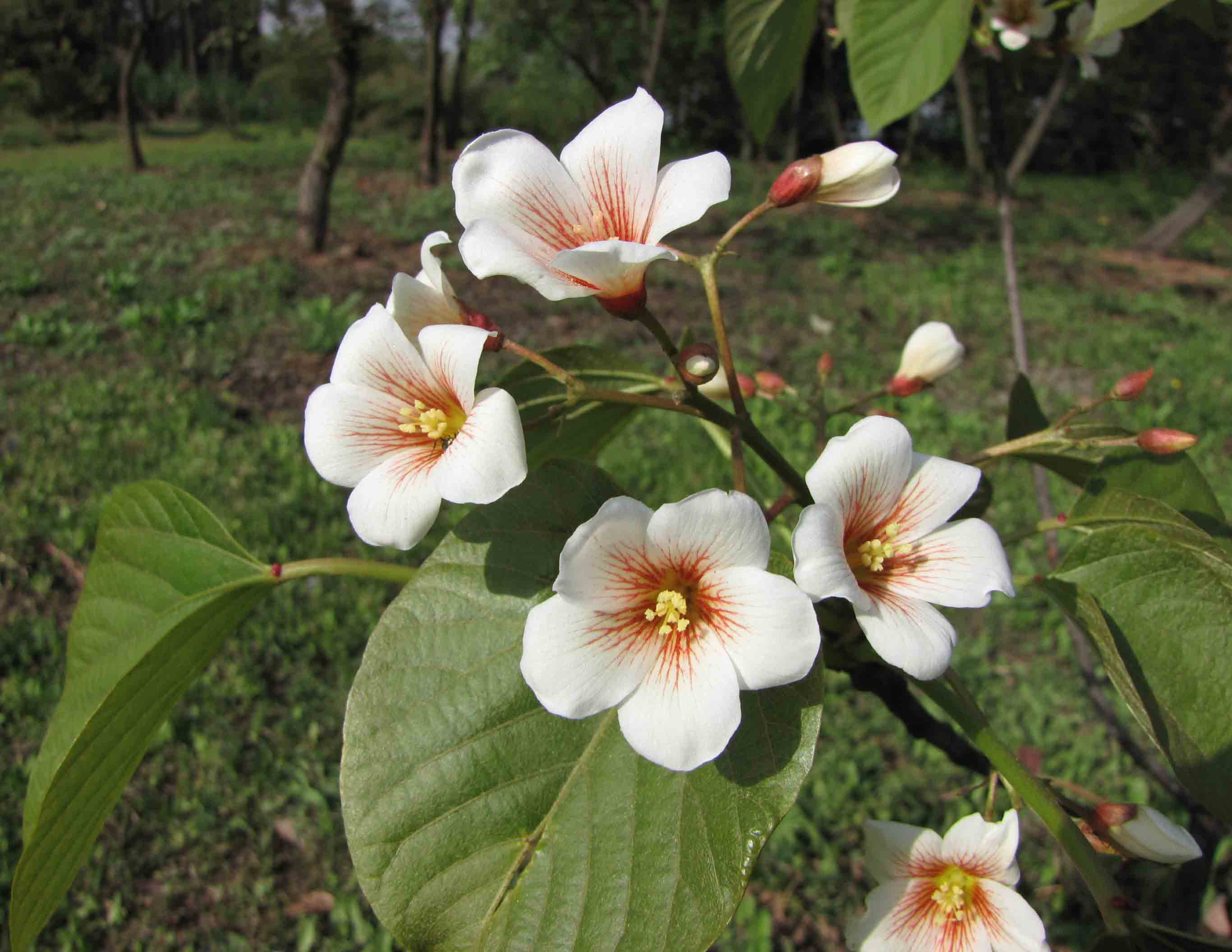
Fleurs.

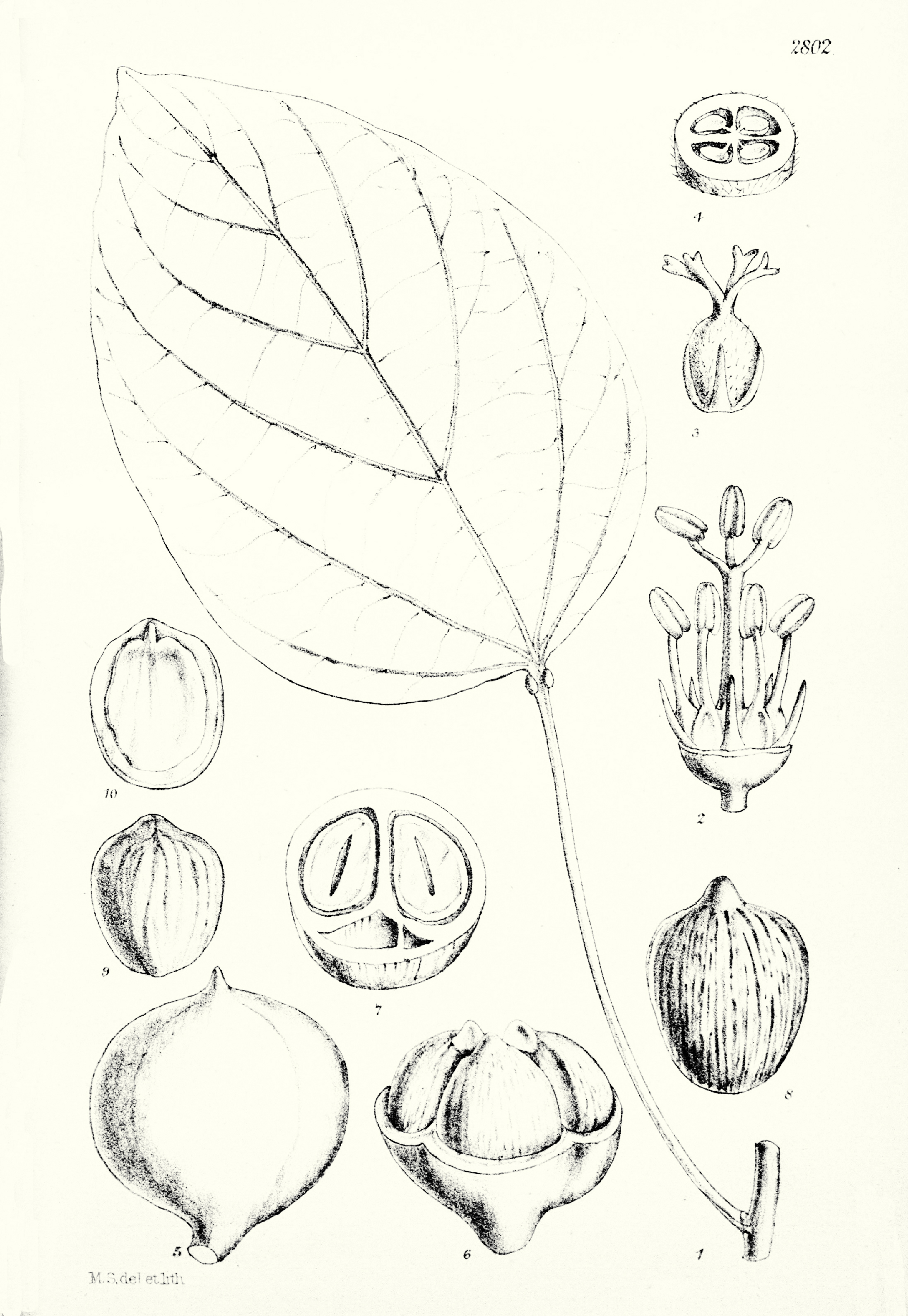
Fleurs ♀ ♂ et fruit.

Vernicia fordii, aussi connu sous les noms d’Abrasin ou de Bois de Chine (d’après Fèvre et Métaillé), est une espèce de plantes à fleurs de la famille des Euphorbiaceae. C’est un arbre originaire du sud de la Chine, du Myanmar, et du nord du Viêt Nam. L’espèce est cultivée dans de nombreuses régions subtropicales du monde.
De la graine oléagineuse de l’arbre, on extrait une huile siccative appelée huile d'abrasin ou huile de tung.  Elle était traditionnellement appliquée sur les objets en bois (seau à eau, poutres, planchers, meubles, etc.), sur le papier (parapluie en papier), ou les tissus à imperméabiliser ou servait à assurer un « séchage chimique » (en durcissant) des vernis, peinture, encre de Chine ou bien permettait de fabriquer des produits de calfatage de la coque des navires. Elle polymérise en un revêtement résistant, imperméable à l’eau, et résistant aux acides et bases, convenant bien pour la finition des meubles d’extérieur. Elle est aussi utilisée dans les vernis et peinture séchant rapidement, et comme agent imperméabilisant dans les linoléums, les toiles huilées
Les feuilles, les graines et l’huile de tong contiennent des terpènes toxiques.

## Étymologie
Le terme abrasin a été introduit en 1712 par le médecin allemand Engelbert Kaempfer qui résida à proximité de Nagasaki au Japon de 1690 à 1693.
Le terme abrasin (Abrasin, arbor mediocris luxuriose ramosa...), utilisé par Kaempfer qui écrivait en latin, serait un emprunt au japonais  d’après le dictionnaire CNRTL.

## Dénominations chinoises
L’espèce Vernicia fordii a reçu de nombreuses dénominations locales en Chine. L’entrée  油桐 du Wikipedia chinois en donne quelques-unes : d’abord 油桐 yóutóng, le nom vulgaire normalisé de l'arbre, puis un très grand nombre de noms vernaculaires synonymes yóutóngshù 油桐树, tóngyóushù 桐油树, tóngzǐshù 桐子树, guāngtóng 光桐, sānniántóng 三年桐, yīngzitóng 罂子桐, zhōngguómùyóushù 中国木油树 etc. Tous ces termes ont en commun le caractère tong 桐, comportant la clé de l’arbre 木, ce qui signale que le morphème tong est un nom d’arbre.
De nombreux textes classiques chinois ont mentionné depuis le début de l’écriture chinoise des arbres tong 桐. Il ressort clairement des contextes d’occurrences de ces termes qu’il s’agit d’arbres différents et depuis le Ve siècle, des auteurs comme Tao Hongjing (456-536) ont remarqué la difficulté d’identifier ces différents tong. Récemment Georges Métailié s’est attaqué, dans un ouvrage d’une grande érudition sur la tradition botanique en Chine, à démêler l’écheveau des citations croisées des auteurs chinois concernant les tong. Pour lui, le groupe des arbres tong peut se décomposer en sept sous-groupes : 1) paotong 泡桐 Paulownia fortunei (Seem.) Hemsl. 2) gangtong 岡桐 Paulownia tomentosa (Thunb.) Stend. 3) wutong 梧桐 Firmiana simplex 4) yinzitong 甖子桐 Vernicia fordii (Hemsl.) Airy Shaw 5) haitong 海桐 Erythrina indica = Erythrina variegata Lam. 6) hutong 胡桐 Populus diversifolia Schenk 7) yingtong non identifié. Chacun de ces groupes comporte de nombreux synonymes. Pour le quatrième groupe Vernicia fordii, yingzitong 甖子桐  (morph. « tong avec des fruits en forme de jarre ») a pour synonymes huzitong 虎子桐  (morph. « tong tigre » car toxique), rentong 荏桐 (morph.« tong Perilla »), youtong 油桐  (morph. « tong à huile »). On peut constater que mis à part yingzitong, aucun de ces termes anciens ne se retrouve strictement parmi les termes modernes.

## Synonyme
Selon The Plant List, l’espèce n’a qu’un synonyme:
- Aleurites fordii Hemsl.

## Description
Vernicia fordii est un arbre à feuilles caduques, en général de petite taille - 10 mètres[réf. nécessaire] de haut parfois plus - possédant une couronne étalée. L’écorce, lisse et fine, émet du latex si elle est blessée.
Les feuilles sont simples, de 4,5 à 25 cm de long sur 3,5 à 22 cm de large, ovales à trilobées, à base cordée. Les nervures à la base sont 3- à 5-palmées. Le pétiole porte à l’apex deux glandes rougeâtres.
L’inflorescence terminale, est une panicule lâche, ramifiée dès la base, habituellement bisexuée, mesure de 7 à 21 cm de haut. Vernicia fordii est une plante monoïque, sur chaque inflorescence, il y a une fleur femelle terminale, et sur les ramifications latérales 3-7 cymes de fleurs femelles. Les fleurs de 25–35 mm de diamètre, sont d’un blanc rougeâtre à pourpre, veinées de rose et de jaune au centre ; les lobes du calice font 5–8 mm, les 5 pétales sont de forme orbiculaire-ovale à largement spatulée. Les fleurs staminées ♂ portées par un pédicelle de 8–18 mm possèdent des glandes discales quelque peu charnues et (7) 8 (-14) étamines. Les fleurs pistillées ♀ portées par un pédicelle de 5–14 mm, ont des glandes discales et comportent un ovaire 4(5)-loculaire ovoïde-subglobuleux et des styles de 4 à 5 mm de long, courtement bifides,.
Le fruit est une capsule sphériques à subglobuleuse en forme de poire, rétrécie à la base, à apex pointu, de 3–5 mm de diamètre, d’un brun terne ou rougeâtre à maturité. Elle contient en général 4–5 graines de 18-22 sur 14–15 mm, à surface verruqueuse, striée.
En Chine, la floraison a lieu en mars-avril et la fructification en avril-août.

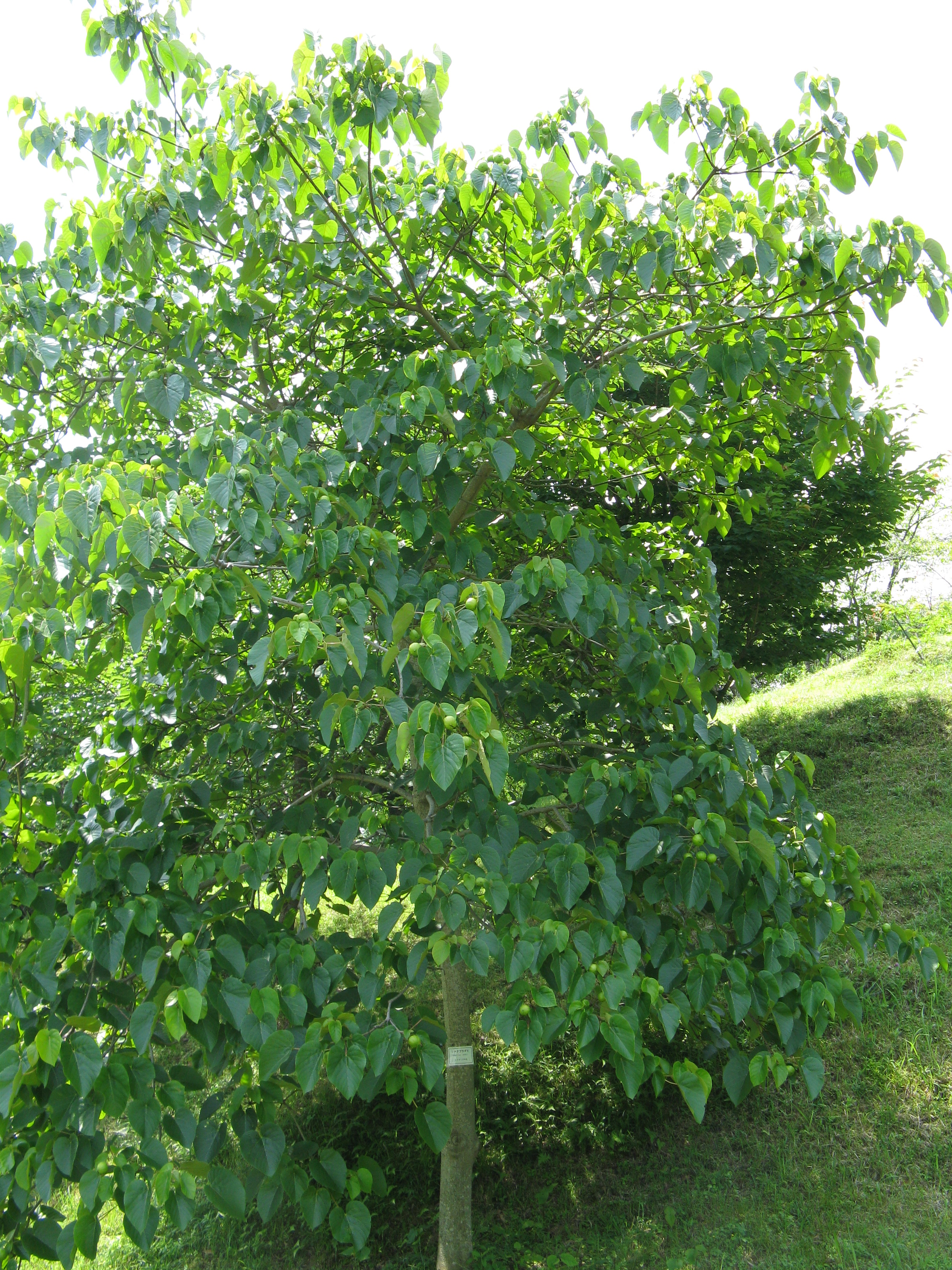
Vernicia fordii, port de l’arbre
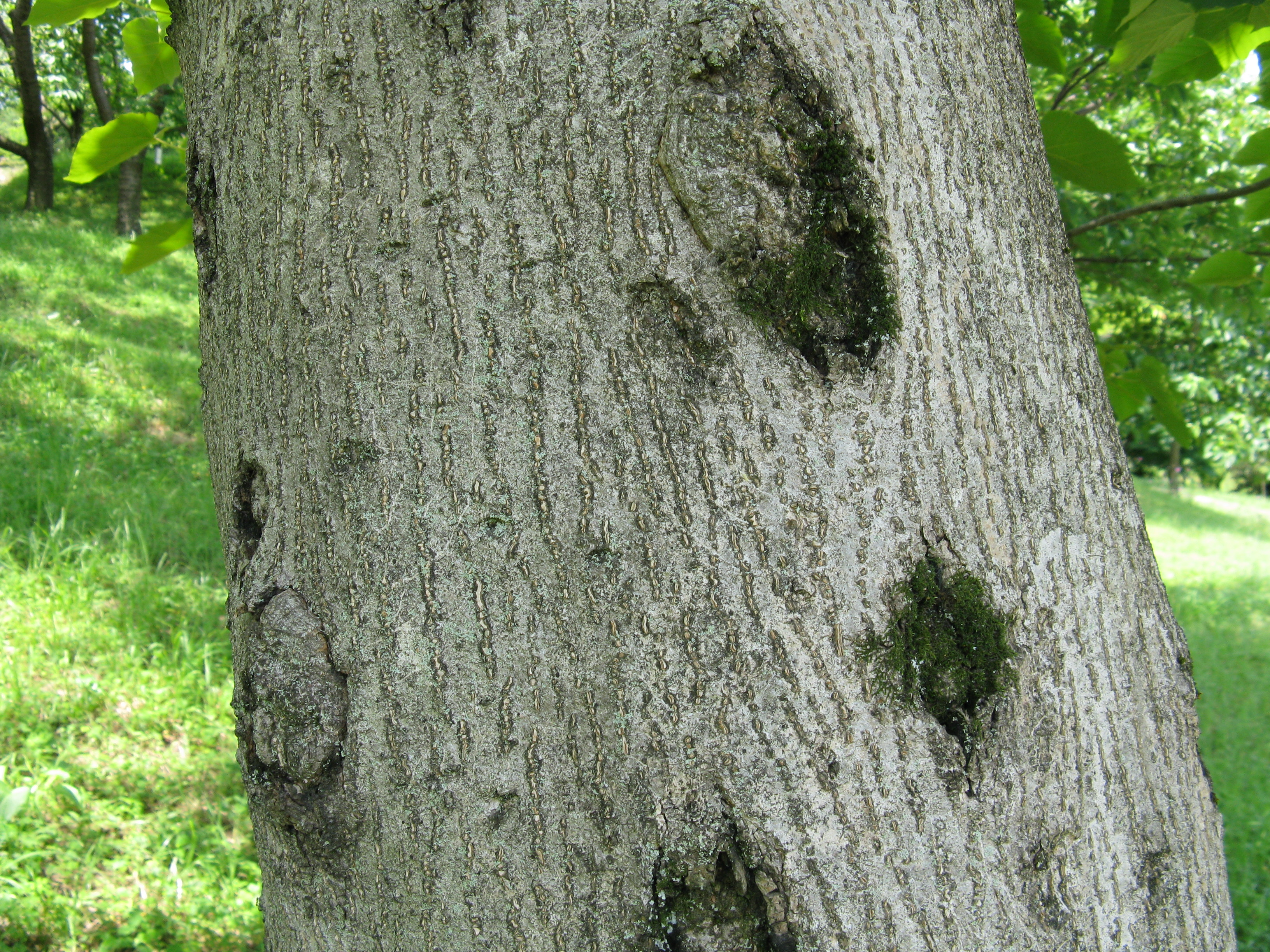
Tronc raché par le latex
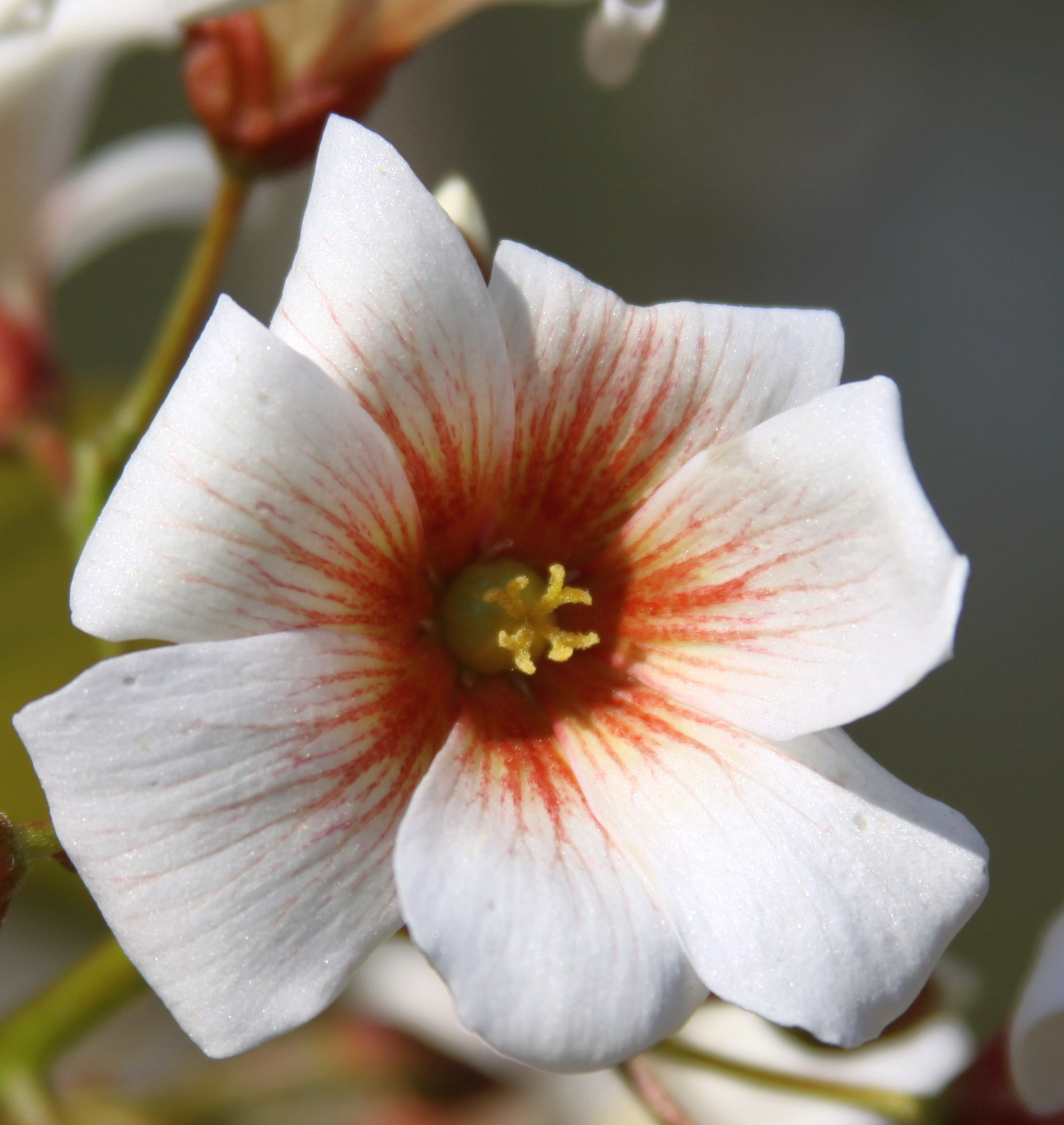
Fleur femelle, ovaire et 4 styles bifides
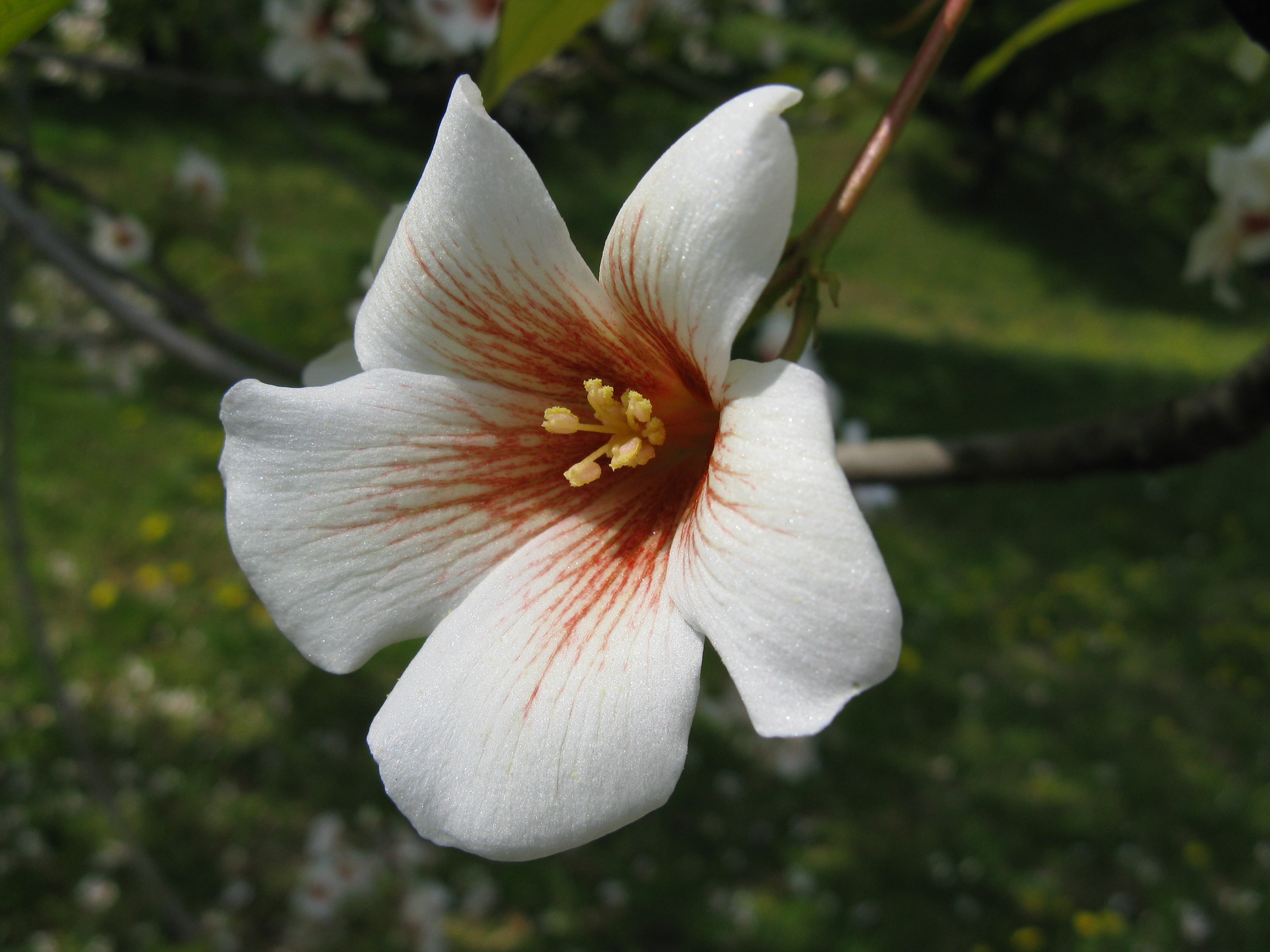
Fleur mâle, étamines
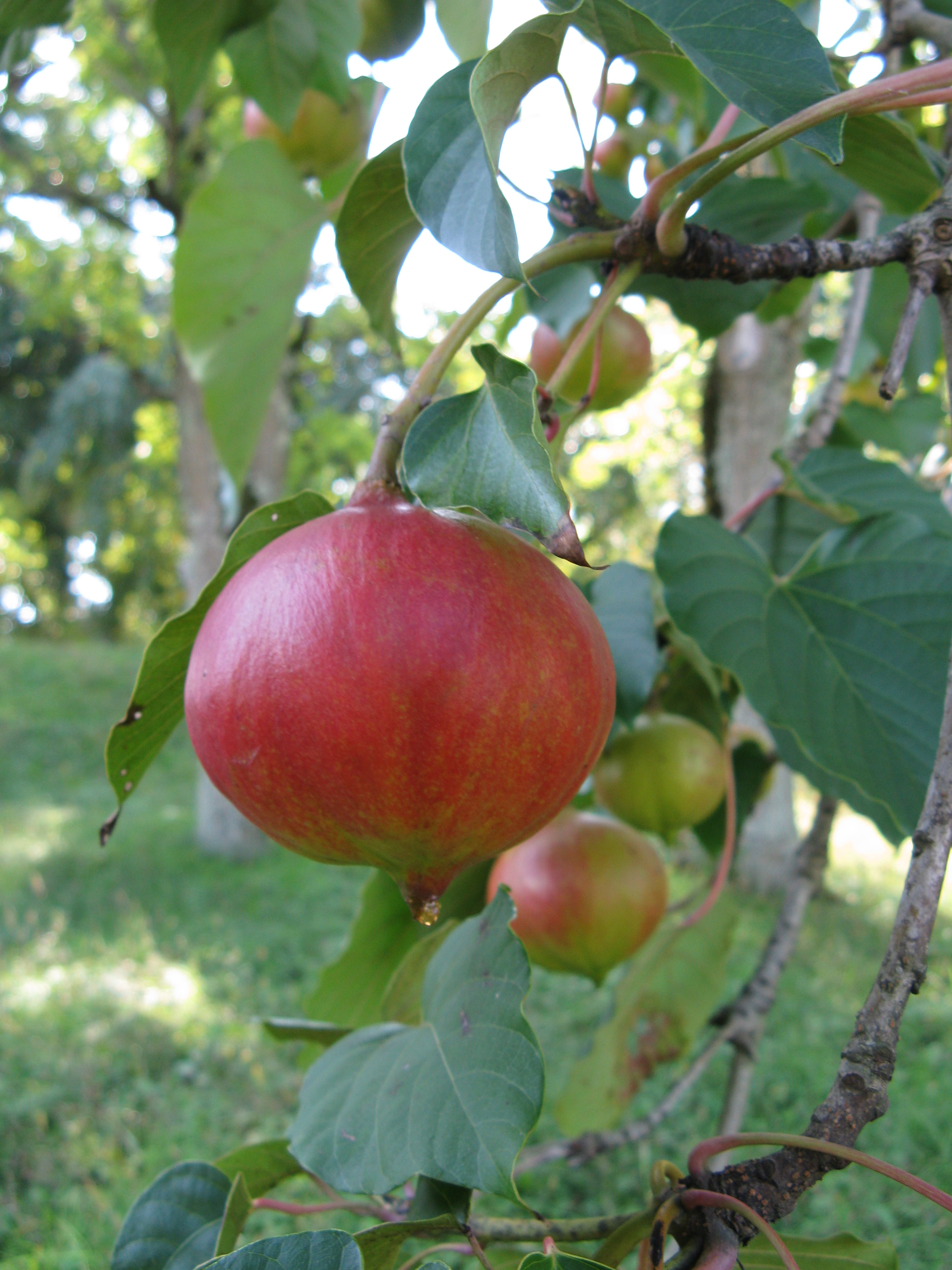
Fruit

## Distribution
Vernicia fordii est originaire du sud de la Chine, du Myanmar et du nord Vietnam. Il est présent à l’état sauvage ou cultivé, dans une large moitié sud de la Chine. La culture s’est développée dans la Chine du Centre et du Sud, entre les latitudes de 34° 30' et de 22° 15' N (environ la latitude de Rabat au Maroc jusqu'au-delà du Tropique du cancer), dans des zones de collines et de  montagnes, à moins de 1 000 m d’altitude.
L’espèce a été cultivée dans d’autres régions subtropicales du monde où elle s’est naturalisée. Elle est présente dans l’hémisphère nord, dans le nord de la Thaïlande, Taiwan, Éthiopie, les Petites Antilles ou la Californie (États-Unis) ou dans l’hémisphère sud, dans le nord de l’Argentine, le Paraguay, Malawi, Zimbabwe, et l’Australie,.
Vernicia fordii croit en bordure des bois et des champs, dans les bois perturbés, les friches.
L’espèce très vigoureuse peut devenir envahissante comme en Floride (États-Unis), et en Australie.

## Composés bioactifs
Plusieurs études ont trouvé dans Vernicia fordii, des coumarines (aleuritine, 5,6,7-trimethoxy-coumarine), des esters diterpénoïdes, des triterpènes, des stérols et des tanins. Autres composés bioactifs intéressants trouvés dans le tégument externe des graines d’abrasin : des néolignanes, des monolignanes, des sesquinéolignanes, des dinéolignaes, huit composés phénylpropanoïdes, un stéroïde.
La présence de composés bioactifs comme des esters de tigliane-diterpène (par ailleurs toxiques) dans les extraits méthanoliques des feuilles a retenue l’attention des chercheurs par leur fonction sécrétagogue de l’insuline, améliorant la sensibilité à l’insuline, et pouvant potentiellement être utilisée pour traiter le diabète. Cette présence de diterpènes toxiques chez Vernicia, se retrouve dans 13 autres genres d’Euphorbiaceae comme Aleurites, Croton, Euphorbia, Hippomane, (mancenillier), Hura, Jatropha, Sapium etc.
Des triterpènes des feuilles manifestent des effets inhibiteurs de croissance significatifs sur les cellules cancéreuses humaines,.

## Toxicité
Les feuilles, les graines et l’huile de tong contiennent des terpènes toxiques : des diterpènes comme des esters de d’hydroxyphorbol, le mono-ester 13-O-acétyl-16-hydroxyphorbol. 
Quoique toxiques, ces composants sont peu absorbées par le corps humains et peuvent passer à travers le corps sans dommage, à condition d’en prendre en faible quantité.
Une étude chinoise de mai 2021 de Hui Zhang et al, a vérifié les activités insecticides remarquables de différents extraits de farine de tung, sur les ravageurs agricoles et forestiers communs en Chine : un termite Odontotermes formosanus (en) responsable de dommages aux arbres et constructions en bois, et un papillon, la teigne des Choux, Plutella xylostella, un des ravageurs les plus nocifs pour les légumes crucifères.
La farine de tung est un sous-produit de l’extraction de l’huile des graines d’abrasin qui est couramment utilisée en agriculture comme fertilisant en raison de sa richesse en protéines et autres nutriments. Dans des extraits à l’acétate d'éthyle et à l’éther de pétrole de la farine de tung, les chercheurs ont identifié les constituants les plus actifs contre les ravageurs susmentionnés.

## Utilisations
Vernicia fordii est une espèce très vigoureuse qui peut servir à la reforestation.
Il fournit du bois d’œuvre pour la fabrication de meubles.
Les feuilles, les graines, l’huile extraite des graines, servent de pesticide contre pucerons, chenilles, mouches, courtilières...
Traditionnellement, les fruits, les feuilles et les racines de V. fordii ont été utilisés pour le traitement des maux de gorge, des maladies respiratoires, de la constipation et de la diurèse en médecine populaire.

### Huile de tung
Les graines oléagineuses de l'abrasin fournissent une huile nommée huile d’abrasin ou huile de tung en français ; ce dernier terme est emprunté au chinois, tongyou 桐油 (you = « huile », morph. « huile de tong »). Les graines contiennent environ 50–70 % d’huile en masse.
Elle contient des triglycérides d’acides gras insaturés avec deux ou trois doubles liaisons. Après une exposition plus ou moins longue à l’air, elle durcit en formant un film dur et solide à la surface de l’objet huilé, imperméable et résistant aux acides et alcalis. 
C’est probablement la plus ancienne huile siccative connue. L’huile extraite à froid par pressage est jaune et translucide ; elle est utilisée pour huiler les meubles, les parapluies de papier et pour fournir de l’éclairage. L’huile extraite à chaud par pressage est épaisse, noirâtre, opaque et moins chère ; elle est utilisée dans le mastic pour calfater les navires.
En Chine, l’huile de tung est utilisée depuis le VIIe siècle. Elle était traditionnellement appliquée sur les objets en bois (seau à eau, poutres, planchers, meubles...), sur le papier (parapluie en papier), ou les tissus à imperméabiliser ou servait à assurer un « séchage chimique » (en durcissant) des vernis, peinture, encre de Chine ou bien permettait de fabriquer des produits de calfatage de la coque des navires.
L’huile de tung est hautement toxique.

### Médecine traditionnelle chinoise
Les fruits immatures, les graines, l’huile d’abrasin, les fleurs, les racines et les feuilles de Vernicia cordi font partie de la matière médicale chinoise.
Le texte fondateur de la matière médicale chinoise, le Shennong bencao jing, possède une fiche sur la « feuille de tong » tongye 桐叶 mais il s’agirait de la feuille du Paulownia fortunei ou du P. tomentosa selon Sabine Wilms. Le Classique de la matière médicale du Laboureur Céleste, compilé aux alentours des débuts de notre ère, ignore donc les Vernicia.
Le premier ouvrage de matière médicale traitant de d’abrasin est le Bencao shiyi  本草拾遺, publié en 692, par Chen Cangqi 陈藏器. Il indique que « L’abrasin (yingzitong 罌子桐) pousse en montagnes. L’arbre est semblable au  wutong 梧桐  (ou Firmiana simplex ) » et qu’il est toxique puisque l’huile de tong peut empoisonner un rat.
Le médecin Li Shizhen dans « La matière médicale classifiée » Bencao gangmu (1593), en s’appuyant sur les auteurs classiques et sur son expérience personnelle s’efforce d’apporter quelques éclaircissements sur les différentes espèces d’arbres tong 桐. Il utilise l’huile d’abrasin qu’il appelle tongziyou 桐子油 comme matière médicale. Elle est « douce, légèrement piquante, froide, et très toxique ». Elle traite les problèmes de peau : gale, piqures d’insectes, dermites. Appliquez sur les plaies, les œdèmes et les morsures de rat.
Selon le site de médecine traditionnelle chinoise A::医学百科, l’huile de tong, en usage externe, est employée pour le traitement de la gale, des brûlures, les engelures et les gerçures.